# Посудини, що працюють під тиском
Посудини, що працюють під тиском — герметично закриті резервуари, які призначені для здійснення в них фізичних, хімічних і теплових процесів з вуглеводневою сировиною чи іншими середовищами, а також для зберігання та перевезення стиснених, зріджених і розчинених газів та рідин.

## Загальний опис
Посудини, що працюють під тиском, належать до об'єктів з підвищеною небезпекою, тому при їх виготовленні та експлуатації необхідно дотримуватись вимог ДНАОП 0.00-1.07-94 «Правила будови і безпечної експлуатації посудин, що працюють під тиском». Дія цих Правил поширюється на:
– посудини, які працюють під тиском води з температурою вище 115 °С або іншої рідини з температурою, що перевищує температуру кипіння при тиску 0,07 МПа (0,7 кгс/см2), без урахування гідростатичного тиску;
– посудини, що працюють під тиском пари або газу, вищим 0,07 МПа;
– балони, призначені для транспортування і зберігання зріджених, стиснених і розчинених газів під тиском, вищим 0,07 МПа;
– цистерни та бочки для транспортування і зберігання зріджених газів, тиск пари яких при температурі до 50 °С перевищує тиск понад 0,07 МПа;
– цистерни і посудини для транспортування і зберігання зріджених, стиснених газів, рідин і сипких тіл, в яких тиск вище 0,07 МПа утворюється періодично для їх випорожнення; барокамери.
Посудини, що працюють під тиском, до пуску в роботу повинні бути зареєстровані в експертно-технічних центрах (ЕТЦ). Реєстрації в ЕТЦ підлягають:
– посудини 1-ї групи, що працюють при температурі не вище 200 °С, у яких добуток тиску в МПа (кгс/см2) на місткість у м3 (літрах) не перевищує 0,05 (500), а також посудини 2, 3 і 4-ї груп, що працюють при зазначеній вище температурі, в яких добуток тиску в МПа (кгс/см2) на місткість м3 (літрах) не перевищує 1 (10 000); група посудин визначається за табл. ;
– бочки для перевезення зріджених газів, балони місткістю до 100 л, які встановлені стаціонарно, а також які призначені для транспортування та (або) зберігання стиснених, зріджених і розчинених газів;
– посудини для зберігання або транспортування зріджених газів, рідких і сипких тіл, що перебувають під тиском періодично при їх випорожнюванні;
– посудини із стисненими і зрідженими газами, що призначені для забезпечення паливом двигунів транспортних засобів, на яких вони встановлені;
– деякі інші посудини.
Зовнішні й внутрішні огляди мають за мету при періодичних і позачергових опосвідченнях встановити справність посудини і можливість її подальшої роботи. При цьому звертається увага на виявлення можливих тріщин, надривів, випинів, види мів і корозії на внутрішніх та зовнішніх поверхнях стінок, слідів пропусків у зварних і клепаних з'єднаннях.
Гідравлічні випробування посудин проводяться тільки при задовільних результатах зовнішнього і внутрішнього оглядів. Його мета – перевірка міцності елементів посудини та щільності з'єднань. Величина пробного тиску визначається, виходячи із дозволеного тиску для посудини. Під пробним тиском посудина повинна перебувати 5 хв., якщо відсутні інші вказівки підприємства-виготовлювача. 
Посудини, що працюють під тиском, піддаються технічному посвідченню до пуску в роботу та періодично в процесі експлуатації, а в необхідних випадках – позачерговому опосвідченню; технічне опосвідчення проводиться у визначені ДНАОП 0.00-1.07-94 терміни експертами ЕТЦ, а посудини, що не реєструються в органах Держнаглядохоронпраці (тепер – Держгірпромнагляд), – особою, відповідальною за їх справний стан і безпечну експлуатацію. Окрім того, технічне опосвідчення посудин, цистерн, балонів і бочок може відбуватись на спеціальних ремонтно-випробувальних пунктах, на підприємствах-виготовлювачах, наповнювальних станціях, які мають відповідний дозвіл органів державного нагляду з охорони праці.

### Приклади
До переліку таких нафтогазопромислових посудин, що працюють під тиском відносяться:
–	сепаратори, які виконують функцію розділення рідкої та газоподібної складових під час проведення підготовки вуглеводневої сировини;
–	розділювачі середовищ, які разом із процесом сепарації дозволяють додатково розділювати рідину на виході на «легкі» вуглеводні та «важкі» (воду, мазуту та ін.);
–	газгольдери, які виконують функцію накопичення та зберігання газу;
–	деемульсатори, які являють собою резервуари для відокремлення нафти від води;
–	парові генератори, котрі у змійовиках перетворюють воду в суху пару з температурою до 310ºС та розігрівають середовище до якого спрямовуються трубопроводами;
–	інше обладнання, яке являє собою посудини з певним об’ємом заповненим середовищем, котре знаходиться під тиском.